# Klaus Martin Kopitz
Klaus Martin Kopitz (né le 29 janvier 1955 à Stendal) est un compositeur et musicologue allemand. Il se fait notamment connaître avec son album Mia Brentano’s Hidden Sea. 20 Songs for 2 Pianos. Aux États-Unis, il figure sur la «Want List» annuelle du magazine classique Fanfare en 2018. Le CD Mia Brentano’s River of Memories. A Mystery Trip suit en 2019. Il est également entré sur la meilleure liste annuelle de Fanfare et reçoit également reçu un prix de la critique allemande du disque (de).

## Compositeur
Kopitz grandit à Tangerhütte près de Magdebourg, où il obtient son diplôme d'études secondaires en 1973. De 1975 à 1980, il étudie la composition, le piano et la musicologie à l'Université de musique « Hanns Eisler » de Berlin. De 1985 à 1987, il est étudiant en master de Paul-Heinz Dittrich (de) à l'Académie des arts de la RDA et suit des cours dans le studio électronique de l'académie fondée par Georg Katzer (de). Il met ensuite en scène la musique dramatique au Théâtre de Neustrelitz (de). Pendant ce temps, il réalise plusieurs musiques de films, dont la musique du dernier film de DEFA Der Besucher (de) du réalisateur israélien Dror Zahavi, ainsi que la musique pour le théâtre et la radio.
Sous le pseudonyme de Mia Brentano, il publie Mia Brentano’s Hidden Sea en 2018. Oliver Buslau (de) atteste de cette musique « un panorama sans cesse surprenant du classique au free tonal, du jazzy au minimaliste.« Le critique musical américain Huntley Dent appelle l'album « unique among current and past releases « (unique parmi les versions actuelles et passées).
Son projet suivant Mia Brentano’s River of Memories, publié en 2019, reçoit également une grande reconnaissance. Stylistiquement, il couvre une gamme allant de la musique de chambre inspirée du jazz à la musique électronique et aux collages sonores qui incorporent des éléments d'art radiophonique et de pièces radiophoniques. Dave Saemann avoue dans une critique détaillée : « This is the most moving new album I’ve heard in some time. « (C'est le nouvel album le plus émouvant que j'ai entendu depuis un moment.) À la fin, il a résumé : « Mia Brentano, if other composers would only listen and learn, probably is the future. « (Mia Brentano, si d'autres compositeurs voulaient simplement écouter et apprendre, l'avenir est probable.)

## Musicologue
Le chercheur suisse de Beethoven Harry Goldschmidt (de), dont Kopitz est l'assistant privé de 1982 à 1984, façonne sa carrière de scientifique. En 2000, il obtient son doctorat en musicologie avec Helmut Loos (de) et en 2002, avec Rainer Cadenbach (de), il fonde le Centre de recherche Beethoven à l'Université des arts de Berlin, financé par la Fondation allemande pour la recherche. De 2006 à 2008, ses recherches sur Beethoven sont financées par la Fondation de musique Ernst-von-Siemens (de).
De plus, il publie pour la première fois les œuvres complètes du compositeur Norbert Burgmüller , soutenu par le Groupe de travail pour l'histoire de la musique rhénane (de), le Kunststiftung NRW (de) et l'Association régionale de Rhénanie (de). L'édition en sept volumes est publiée par Verlag Dohr (de) dans la série Denkmäler Rheinischer Musik (de).
Kopitz suscite un intérêt international avec ses recherches sur l'amie peu connue de Beethoven Elisabeth Röckel et la création de la pièce pour piano La Lettre à Élise. Un bref résumé est publié pour la première fois en 2009 dans le magazine d'information Der Spiegel.
Depuis 2012, il travaille à l'Académie des sciences de Saxe à Leipzig en tant que responsable de l'édition de lettres Schumann (de), série II, correspondance avec des amis et des collègues artistes. Il s'agit de la première édition complète de la correspondance de Robert et Clara Schumann.

## Prix
- 1978 : Prix du concours de musique de chambre des Journées de la musique de RDA, pour Momente. 13 Änderungen für Streichquartett
- 1991 : Prix Hanns Eisler (de) du Deutschlandsender Kultur (de), pour Die Stille des verlassenen Raumes pour 3 locuteurs (islandais, amharique et yoruba), tonalités vocales, guitare, bruits et électronique (1990)
- 1991/92 : Bourse de la Fondation du fonds culturel des nouveaux Länder (de)
- 1992 : Prix au forum des jeunes compositeurs du WDR Cologne, pour Die Stille des verlassenen Raumes
- 2003 : Prix allemand de l'édition musicale (de) dans la catégorie « Éditions scientifiques des notes », pour Norbert Burgmüller : Sämtliche Streichquartette (Verlag Dohr, Cologne, 2002)
- 2009 : Prix allemand de l'édition musicale dans la catégorie « Éditions scientifiques des notes », pour Norbert Burgmüller : Sämtliche Klavierwerke (Verlag Dohr, Cologne, 2008)
- 2019 : Prix de la critique allemande du disque (de) dans la catégorie "Grenzgänge" (crossover productions), pour Mia Brentano’s River of Memories[8]

## Discographie (sélection)
- 1994 – Herbst-Musik für 2 Gitarren (1985/86); Klaus (de) & Rainer Feldmann, guitare, sur: Herbst-Musik. Zeitgenössische Gitarren-Musik Berliner Komponisten – New Classical Adventure
- 1995 – Momente. 13 Änderungen für Streichquartett (1976/77); Streichquartett der Deutschen Staatsoper Berlin (Egon Morbitzer (de), 1. violon, Bernd Müller, 2. violon, Alfred Lipka (de), alto, Karl-Heinz Schröter, violoncelle), sur: Musik in der DDR, vol. 3, Instrumentale Kammermusik – Berlin Classics
- 2018 – Mia Brentano’s Hidden Sea – 20 Songs for 2 Pianos; avec Benyamin Nuss (de) & Max Nyberg (de) (piano) et Asja Valčić (de) (violoncelle) – Mons Records
  - When it Rained, Christina’s World, Early Birds, Miss Ada, Misty Morning, Along the River, Slapstick, A Silent Place, Children, My Huckleberry Friend, A Storm is Coming, Canajoharie, Wherever You Are, On the Train to Maine, Footprints, Mama Mia’s Moonshine Bar, Remembering Stella, Summernight Tales, Wake up, 4 o’clock a.m.
- 2019 – Mia Brentano’s River of Memories – A Mystery Trip; avec Benyamin Nuss (de) (piano), Andy Miles (de) (clarinette), Johannes Ernst (de) (saxophone), Hans Dekker (batterie), Klaus Martin Kopitz (synthesizer) i.a. – Mons Records
  - Blue Moon, Under the Surface, Les Champs magnétiques, Floating, Der Besucher (de), Wide Open Landscape, Silver Rain, Die Stille des verlassenen Raumes, Over the City of Glass, Angry Mia, Septemberland, Lily of the Valley, Ghosts (de) (for Paul Auster), Dancing in Twilight, Brahms Is Sleeping
- 2021 – Mia Brentano’s Summerhouse. New Music for 2 Pianos; avec Benyamin Nuss & Billy Test (de); production par WDR Köln – Mons Records
  - The Letter, Roads into Dusk, Cat in the Window, Before Sunrise, I Was Seventeen, Unsung Song, Desert Island, Birds Leaving the Earth, Strange Little Boy, Dreaming Mathilda, Sleepy Landscape, Funky Fox, Angel in the Rain, Nightlounge, She Needs the Wind, Alone at the Lakeside, It’s Dripping on My Roof, Red Shoes, Drifting, Walking in Starlight
- 2023 – Mia Brentano’s American Diary; Benyamin Nuss (piano), Deutsches Filmorchester Babelsberg, Christian Köhler (Chef d'orchestre) – Mons Records
  - A Cabin in the Rockies, Good Morning, Good Fairy, Both of Us, Mad Dog in the Fog, Our God Is the Moon Over Alaska, Wie ein Vogel zu fliegen (Wolfgang Richter, arr. by Mia Brentano), The Secret Garden, Midnight in Paradise, Wild Neighbors, Laurel Canyon, I Thought About You (Jimmy Van Heusen, arr. by Mia Brentano), Not All Who Wander Are Lost, Talking with Trees, Me and the Wizard, A Bridge Across the Ocean, Flying Lights, Flying Colors, Eisler in Hollywood, Last Evening in Carmel, For Whom the Bell Tolls, No Time to Stop, Sandpiper’s Grave, Let It Rain, Burning Bodega (A Nightmare), Sandman’s Lullaby (Wolfgang Richter, arr. by Benyamin Nuss)

## Travaux (sélection)

### Livres
- Der Düsseldorfer Komponist Norbert Burgmüller. Ein Leben zwischen Beethoven – Spohr – Mendelssohn, Köln: Dohr, 1998  (ISBN 978-3-936655-34-6)
- Beethoven aus der Sicht seiner Zeitgenossen in Tagebüchern, Briefen, Gedichten und Erinnerungen, hrsg. von Klaus Martin Kopitz und Rainer Cadenbach (de) unter Mitarbeit von Oliver Korte (de) und Nancy Tanneberger, 2 Bände, München: Henle, 2009  (ISBN 978-3-87328-120-2)
- Nota Bene Norbert Burgmüller. Studien zu einem Zeitgenossen von Mendelssohn und Schumann, hrsg. von Tobias Koch und Klaus Martin Kopitz, Köln: Dohr, 2009  (ISBN 978-3-936655-61-2)
- „Ich glaubte nur an Musik“. Wolfgang Müller von Königswinter, Erinnerungen an Norbert Burgmüller, hrsg. von Klaus Martin Kopitz, Begleitbuch zur Ausstellung zum 200. Geburtstag von Norbert Burgmüller im Institut Heinrich-Heine, Köln: Dohr, 2010  (ISBN 978-3-936655-76-6)
- Beethoven, Elisabeth Röckel und das Albumblatt „Für Elise“, Köln: Dohr, 2010  (ISBN 978-3-936655-87-2)
- Justus Hermann Wetzel (de), Briefe und Schriften, hrsg. von Klaus Martin Kopitz und Nancy Tanneberger, Würzburg: Königshausen & Neumann, 2019  (ISBN 978-3-8260-7013-6)

### Essais
- Antonie Brentano in Wien (1809–1812). Neue Quellen zur Problematik „Unsterbliche Geliebte“. In: Bonner Beethoven-Studien, Band 2 (2001), S. 115–146, klaus-martin-kopitz.de (PDF; 396 kB)
- Wer schrieb den Text zu Beethovens Chorphantasie? Ein unbekannter Bericht über die Uraufführung. In: Bonner Beethoven-Studien, Band 3 (2003), S. 43–46, klaus-martin-kopitz.de (PDF)
- Beethovens Wesen – Gedanken zu einer „Borderline-Persönlichkeit“. In: Der „männliche“ und der „weibliche“ Beethoven. Bericht über den Internationalen musikwissenschaftlichen Kongress vom 31. Oktober bis 4. November 2001 an der Universität der Künste Berlin, hrsg. von Cornelia Bartsch, Beatrix Borchard und Rainer Cadenbach (de). Beethoven-Haus, Bonn 2003, S. 137–162
- mit Oliver Korte (de), „Written on his death-bed“. Ein Beethoven-Autograph aus dem Besitz von Johann Andreas Stumpff (de). In: Musik und Biographie. Festschrift für Rainer Cadenbach, hrsg. von Cordula Heymann-Wentzel und Johannes Laas, Würzburg: Königshausen & Neumann, 2004, S. 179–196 (Digitalisat)
- Beethoven und die Zarenfamilie. Bekanntes und Unbekanntes zur Akademie vom 29. November 1814 sowie zur Polonaise op. 89. In: Bonner Beethoven-Studien, Band 5 (2006), S. 143–149, klaus-martin-kopitz.de (PDF; 3,1 MB)
- Beethoven und seine Rezensenten. Ein Blick hinter die Kulissen der Allgemeinen musikalischen Zeitung. In: Beethoven und der Leipziger Musikverlag Breitkopf & Härtel, hrsg. von Nicole Kämpken und Michael Ladenburger, Bonn: Beethoven-Haus, 2007, S. 149–167
- Beethoven as a Composer for the Orphica: A New Source for WoO 51. In: The Beethoven Journal, Vol. 22, No. 1 (Summer 2007), S. 25–30, klaus-martin-kopitz.de (PDF; 4,5 MB)
- Ein unbekanntes Gesuch Beethovens an Kaiser Franz I. In: Bonner Beethoven-Studien, Band 6 (2007), S. 101–113, klaus-martin-kopitz.de (PDF; 6,6 MB)
- Haydns Wiener Wohnungen. Einige Anmerkungen und Korrekturen. In: Die Tonkunst (de), Jg. 3, Nr. 3 vom Juli 2009, S. 324–328, klaus-martin-kopitz.de (PDF; 1,7 MB)
- Beethovens Jugendliebe Johanna von Honrath (1770–1823). Ein Beitrag zu ihrer Biographie. In: Bonner Beethoven-Studien, Band 9 (2011), S. 155–158, klaus-martin-kopitz.de (PDF)
- Beethovens Berufung nach Kassel an den Hof Jérôme Bonapartes. Eine Spurensuche. In: Die Tonkunst, Jg. 5, Nr. 3 vom Juli 2011, S. 326–335, klaus-martin-kopitz.de (PDF; 1,5 MB)
- „Immer noch leuchtet der verklärte Haydn mir vor“ – Plädoyer für eine Sammlung aller zeitgenössischen Aussagen über den Komponisten nebst einer kleinen Auslese unbekannter oder bislang nur unvollständig bekannter Quellen. In: Almanach für Musik I (2011), hrsg. von Christoph Dohr (de), Köln: Dohr 2011, S. 65–118
- Das Beethoven-Porträt von Ferdinand Schimon (de). Ein 1815 für die Bonner Lesegesellschaft (de) entstandenes Bildnis? In: Beiträge zu Biographie und Schaffensprozess bei Beethoven. Rainer Cadenbach (de) zum Gedenken, hrsg. von Jürgen May, Bonn: Beethoven-Haus 2011, S. 73–88, klaus-martin-kopitz.de (PDF; 204 kB)
- „Du kanntest Mozart?“ Unbekannte und vergessene Erinnerungen von Beethoven, Haydn, Hummel und anderen Zeitgenossen Mozarts. In: Mozart Studien, Band 20 (2011)  (ISBN 978-3-86296-025-5), S. 269–309
- mit Torsten Oltrogge, Ein Dichter namens Louis du Rieux (de) und Schumanns Märchenbilder op. 113. Annäherungen an einen geheimnisvollen Verehrer des Komponisten. In: Denkströme. Journal der Sächsischen Akademie der Wissenschaften, Heft 11, 2013, S. 112–140, saw-leipzig.de (PDF)
- Die frühen Wiener Aufführungen von Beethovens Kammermusik in zeitgenössischen Dokumenten (1797–1828). In: Friedrich Geiger (de), Martina Sichardt (Hrsg.): Beethovens Kammermusik (= Das Beethoven-Handbuch, hrsg. von Albrecht Riethmüller (de), Band 3), Laaber 2014, S. 165–211
- Christiane Apitzsch (1806–1838), Robert Schumanns Geliebte „Charitas“ (de). Eine Identifizierung. In: Denkströme. Journal der Sächsischen Akademie der Wissenschaften, Heft 13, 2014, S. 26–53, klaus-martin-kopitz.de (PDF; 5,0 MB)
- Beethovens „Elise“ Elisabeth Röckel. Neue Aspekte zur Entstehung und Überlieferung des Klavierstücks WoO 59. In: Die Tonkunst, Jg. 9, Nr. 1 vom Januar 2015, S. 48–57, klaus-martin-kopitz.de (PDF; 544 kB)
- Der Brief an die Unsterbliche Geliebte. Fakten und Fiktionen, in: Die Beethoven-Sammlung der Staatsbibliothek zu Berlin. „Diesen Kuß der ganzen Welt!“, hrsg. von Friederike Heinze, Martina Rebmann und Nancy Tanneberger, Petersberg: Michael Imhof 2020, S. 156–163 (PDF)
- Beethoven’s ‘Elise’ Elisabeth Röckel: a forgotten love story and a famous piano piece, in: The Musical Times, Vol. 161, No. 1953 (Winter 2020), S. 9–26 (PDF)